# كريستيان تورلوني
كريستيان ماريا دوس سانتوس تورلوني (مواليد 18 فبراير 1957) هي ممثلة برازيلية.

## روابط خارجية
- كريستيان تورلوني في قاعدة بيانات الأفلام على الإنترنت